# 1636: Саксонське повстання
«1636: Саксонське повстання» (англ. 1636: The Saxon Uprising) — роман Еріка Флінта в жанрі альтернативної історії серії «1632», що вперше опублікований у твердій обкладинці видавництвом Baen Books 29 березня 2011 року, а в березні 2012 року — у м'якій палітурці. Це пряме продовження «1635: Східний фронт». Нитки, згадані в цьому романі, беруть початок у «1637: Польський вир».

## Короткий зміст сюжету
У сценарії альтернативної історії роману та серіалу імператор Густав Адольф, правитель нових Сполучених Штатів Європи, отримав травму голови в битві, що зробило його нездатним правити. Шведський канцлер Аксель Оксеншерна користується цією нагодою, щоб спробувати відновити владу шляхетства в СШЄ. Він тримає армію СШЄ зайнятою воюючими проти Польщі та зміцнюючи Богемію, залишаючи шведські та провінційні сили єдиними професійними солдатами в країні. Він використовує цю перевагу, щоб кооптувати правлячу Партію лоялістів корони та змусити співпрацювати з ним її лідера, прем'єр-міністра Вільгельма Веттіна. Інші консервативні лідери залишаються обережними, наприклад, ландграфиня Гессен-Кассельстка, яка має найсильнішу провінційну силу. Вона вирішує зберігати нейтралітет у конфлікті. Коли Баварія вторгається у Верхній Пфальц, єдиними солдатами, які можуть зустріти їх, є національна гвардія Тюрінгії та Франконії та один батальйон сил СШЄ. Веттін, дізнавшись, що Баварія вторглася на таємне запрошення канцлера, щоб гарантувати, що сили оборони не зможуть протистояти його перевороту, протистоїть Оксеншерні, але лише для того, щоб бути заарештованим і усунутим з посади.
Тим часом шведський генерал Йохан Банер бере в облогу Дрезден, столицю Саксонії, яка знаходиться під контролем супротивників Оксеншерни. Ернст Веттін є офіційним імперським адміністратором, але реальну владу тут мають Гретхен Ріхтер і комітети листування. Вони вступають у неофіційний союз із саксонськими повстанськими силами у Фогтланді, щоб захистити якомога більше людей від бійні Банера.
Ребекка Стернз і опозиційна партія Четвертого липня координують дії з CoC, щоб діяти стримано та підривати легітимність Акселя Оксеншерни та прихильників корони, які зібралися в Берліні. Тим часом принцеса Христина та принц Ульрік їдуть до столиці Магдебурга, символічно приєднавшись до опонентів Оксеншерни та ще більше підриваючи позицію шведського канцлера.
Майк Стернз, лідер армії СШЄ в Богемії, користується нагодою і веде свою Третю дивізію в Саксонію, щоб прорвати облогу Дрездена. Він зустрічається з генералом Банером у бою під час снігової бурі, коли його війська краще підготовлені до бою. Банера вбито, шведські війська розгромлено, а облогу знято. Незабаром після цього Густав Адольф приходить до тями і кладе край претензіям Оксеншерна на владу. Вільгельма Веттіна звільняють з-під варти і відновлюють на посаді прем'єр-міністра, але через дискредитацію його лояльних до корони прихильників він погоджується на дострокові вибори. Густав Адольф зустрічається з Майком Стернзом, щоб домовитися про впорядковану передачу влади, й імператор доручає Стернзу відбити вторгнення баварців.

## Літературне значення та відгуки
Рецензент SFRevu дав здебільшого позитивну рецензію, сказавши: «Основний сюжет рухається вперед з величезною кількістю персонажів і великою кількістю стрибків навколо. Є численні маленькі інтермедії, які показують реакцію на події з точки зору різних сфер».
На противагу цьому, рецензент Shiny Book Review дав більш змішаний відгук, написавши: «Ще не зрозуміли? Так, я теж був збентежений» і «Історія була нормальною, хоча у автора є кілька незабутніх реплік, які змусили мене голосно сміятися і змусили не одну людину дивитися на мене кумедно. Сам текст хороший, як і слід було очікувати від Еріка Флінта, і серія продовжує набирати обертів».
Критик Fantasy Book Critic дав найпозитивнішу рецензію, сказавши, що «книга також дуже цікаво написана з такою кількістю моментів, що змушують сміятися вголос, з великою кількістю дії, але також із трагедією, напругою та час від часу розбитим серцем».
«1636: Саксонське повстання» було включено до списку бестселерів Locus Hardcovers за один місяць у 2011 році під номером 4.